# Nikkan Sports
Nikkan Sports (jap. 日刊スポーツ Nikkan Supōtsu, pl. dosł. Codzienny Sport) – pierwsza japońska gazeta sportowa wydawana od 6 marca 1946 roku.